# Your Power (dal)
A Your Power Billie Eilish harmadik kislemeze Happier Than Ever (2021) című stúdióalbumáról. A dal 2021. április 29-én jelent meg a Darkroom és Interscope lemezkiadókon keresztül digitális letöltésként és streaming platformokon.

## Háttér
Eilish a Your Power dalnak egy részletét 2021. április 28-án mutatta meg közösségi média oldalain. Eilish a következőt mondta a dalról: "Az egyik kedvenc dalom, amit valaha írtam. Sebezhetőnek érzem magam, hogy ezt kiadom, nagyon közel áll a szívemhez. Nagyon sok különböző szituációról szól, amin mind átmentünk vagy tapasztaltunk. Remélem tud változást inspirálni. Próbálj meg nem visszaélni hatalmaddal." A kislemez 2021. április 29-én jelent meg a Darkroom és Interscope lemezkiadókon keresztül digitális letöltésként és streaming platformokon.

## Kompozíció
Kritikusok, akik balladaként írták le a dalt, kiemelték a hasonlóságot a Your Power és Eilish régebbi munkái között, mint a Bad Guy. Alexis Petridis (The Guardian) szerint vannak egyértelmű hasonlóságok Mazzy Star és Lana Del Rey munkájához a dalban.

## Videóklip
A dal mellé megjelent egy videóklip is, amelyet Eilish rendezett. A klipben Eilish látható, ahogy egy hegyoldalon énekli a dalt. Később megjelenik egy anakonda, amely Eilish köré tekeredik.

## Slágerlisták
| Slágerlista (2021)                          | Legmagasabb pozíció |
| ------------------------------------------- | ------------------- |
| Ausztrália (ARIA)                           | 9                   |
| Belgium (Ultratop 50 Flanders)              | 17                  |
| Belgium (Ultratop 50 Wallonia)              | 47                  |
| Kanada (Canadian Hot 100)                   | 6                   |
| Csehország (Singles Digitál Top 100)        | 7                   |
| Finnország (Suomen virallinen lista)        | 2                   |
| Franciaország (SNEP)                        | 41                  |
| Németország (Official German Charts)        | 17                  |
| Global 200 (Billboard)                      | 6                   |
| Írország (IRMA)                             | 3                   |
| Olaszország (FIMI)                          | 42                  |
| Litvánia (AGATA)                            | 1                   |
| Hollandia (Dutch Top 40)                    | 27                  |
| Hollandia (Single Top 100)                  | 9                   |
| Új-Zéland (Recorded Music NZ)               | 5                   |
| Norvégia (VG-lista)                         | 2                   |
| Szlovákia (Singles Digitál Top 100)         | 7                   |
| Svédország (Sverigetopplistan)              | 3                   |
| Svájc (Schweizer Hitparade)                 | 4                   |
| Brit kislemezlista (OCC)                    | 5                   |
| US Billboard Hot 100                        | 10                  |
| US Adult Top 40 (Billboard)                 | 37                  |
| US Mainstream Top 40 (Billboard)            | 24                  |
| US Hot Rock & Alternative Songs (Billboard) | 2                   |
| US Rock Airplay (Billboard)                 | 28                  |

## Kiadások
| Régió            | Dátum             | Formátum                         | Kiadó                   | For.   |
| ---------------- | ----------------- | -------------------------------- | ----------------------- | ------ |
| Világszerte      | 2021. április 29. | - digitális letöltés - streaming | - Darkroom - Interscope | [ 32 ] |
| Egyesült Államok | 2021. május 4.    | alternatív rádió                 | - Darkroom - Interscope | [ 33 ] |
| Egyesült Államok | 2021. május 4.    | kortárs slágerrádió              | - Darkroom - Interscope | [ 34 ] |